# Hrvatska Krajina
 Hrvatska Krajina  je bio hrvatski povremenik iz Banje Luke. Ritam izlaženja nije poznat. Prvi je broj izašao 20. travnja 1941. godine. 23. broj izašao je 8. lipnja 1941. godine, a cijena mu je još stajala u dinarima. Sudeći po tome list je izlazio dvaput tjedno i/ili dnevno. Urednik je bio Tomislav Cerovac.
List je osnovan za potrebe Ustaškog stožera za Bosansku Hrvatsku i Povjereništva za Vrbasku banovinu osnovanih 16./17. travnja 1941., nakon što su u Banju Luku došli prvo dr Feliks Niedzielski, a potom dr Viktor Gutić. Ustanove su promijenile vrlo brzo ime u Ustaški stožer i povjereništvo (jedno vrijeme: povjerenik) za bivšu Vrbasku banovinu te Ustaški stožer i likvidatura (jedno vrijeme: likvidator) za bivšu Vrbasku banovinu. Upravni ostatci Vrbaske banovine likvidirani su 1942. godine. U siječnu Veterinarski i Šumski odsjek, u sastavu Poljoprivrednog odjeljenja, a svibnja mjeseca Tehniĉko odjeljenje.
Od travnja do kolovoza 1941. u Banjoj Luci bila su samo dvije novine, jedne od Banjolučke biskupije te list Hrvatska Krajina. List je osnovan nakon uspostave vlasti NDH u Banjoj Luci. Promicao je ustaški režim. Promicao je ideologiju ustaškog pokreta. Bio oštrih napisa protiv političkih protivnika, osobito Srba. Cilj lista bio je i privući mjesno indiferentno ili još uvijek hrvatski neopredijeljeno muslimansko stanovništvo za potporu nove države i vlasti. Posebna tema bila je zamisao Vlade NDH o preseljenju glavnog grada NDH u Banju Luku. Osobito ju je zastupao Viktor Gutić. Kad je otišao iz Banje Luke, ta se tema nije spominjala.